# Lego Juniors
Lego Juniors est une gamme du jouet de construction Lego introduit en mars 2014. Il propose des jeux pour un passage de l'enfant de Lego Duplo à Lego System (autres gammes) et est conseillé pour ceux de 4 à 7 ans. Il succède à Desiner Set et à Bricks & More et Briques, qui proposaient également des boîtes de briques.
Il propose des ensembles faciles à construire, ayant peu de pièces. Certains sont liés à des licences, comme DC Comics Super Heroes et Marvel Super Heroes pour les Lego Super Heroes, Disney Princess et Friends pour les gammes éponymes, Ninjago pour Lego Ninjago et Teenage Mutant Ninja Turtles pour la gamme éponyme. Certaines boîtes se distinguent par leur couleur : rouge pour les ensembles destinés au jeune public masculin, rose pour ceux destinés au jeune public féminin.
Lego Juniors est remplacé en 2019 par Lego 4+ (en), qui suit le même principe de collaboration entre différentes gammes.